# Residência de Michel Assad
A Residência de Michel Assad está situada no bairro do Ipiranga, em São Paulo. Foi construída em 1924 pelo escritório Malta & Guedes Ltda. a pedido de Michel Assad. O imóvel está implantado em lote em desnível, no encontro de duas ruas: Rua Costa Aguiar e Rua dos Patriotas. Os "Casarões dos Jafet", como são conhecidos na cidade de São Paulo, contam a trajetória da família que driblou as dificuldades na conquista de espaço em terras estrangeiras e que, apostando em áreas inóspitas e distantes, foi uma das grandes responsáveis pelo desenvolvimento do bairro do Ipiranga.
Estas edificações, por meio da Arquitetura, revelam a herança cultural trazida pela imigração a São Paulo e a história da colônia libanesa.

## História
O palacete foi moradia da família Jafet, uma família de imigrantes libaneses que se estabeleceu em São Paulo no final do século XIX. Os fatores primordiais da emigração do Líbano foram a pressão e o despotismo dos turcos, as divergências entre muçulmanos e cristãos já existentes desde os tempos das Cruzadas e a falta de perspectiva econômica.

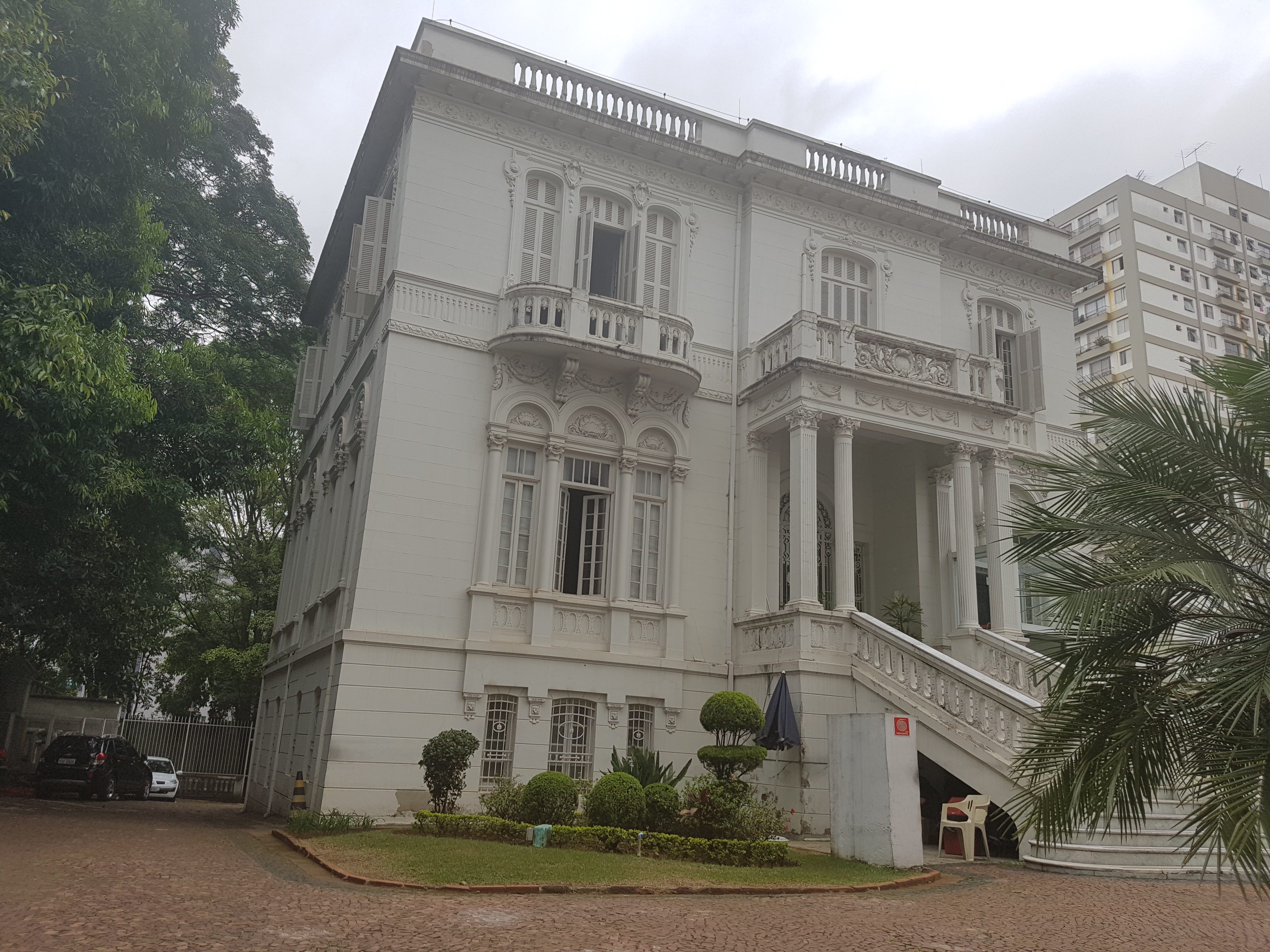
Parte frontal à esquerda da residência

## O imóvel
Construído em 1924 pelo escritório Malta & Guedes Ltda. a pedido de Michel Assad. Nascido na cidade libanesa de Baskinta em 1885, Michel imigrou para o Brasil quando tinha apenas 16 anos de idade, chegando em São Paulo no ano de 1901. Esta bela mansão, em questão, foi construída num grande lote com vasto jardim e vizinho do imóvel que pertenceu ao irmão de Michel, Chucri Assad.

## Arquitetura

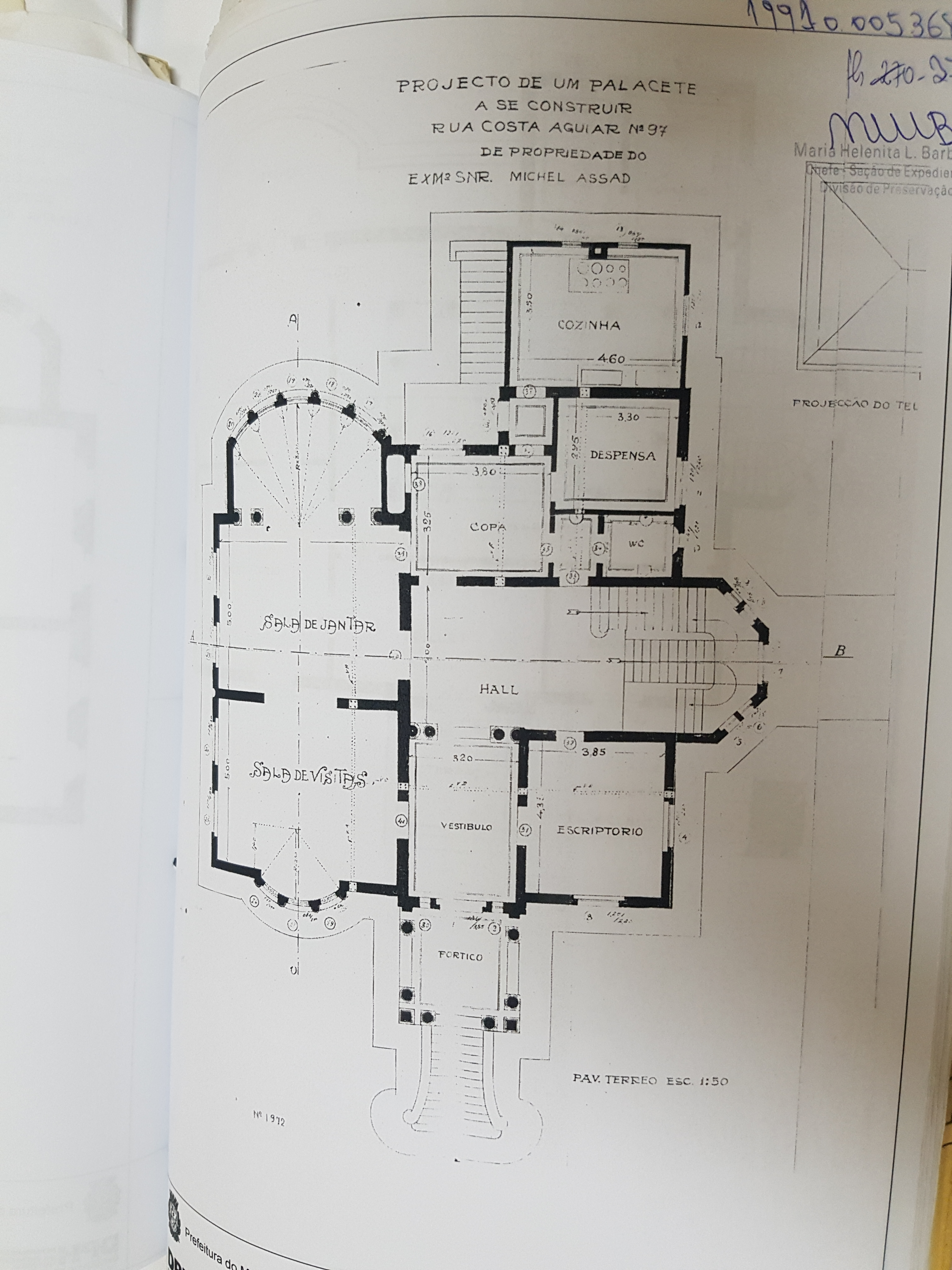
Projeto da planta do piso inferior da residência

A construção deste belo palacete se deu pouco depois do término da Primeira Guerra Mundial, época em que a região do Ipiranga começou a se fortalecer com a edificação de casarões das famílias árabes, sobretudo os localizados na rua Bom Pastor e imediações.
O imóvel localizado na rua Costa Aguiar, número 1055, apresenta-se com bastante imponência na paisagem da rua. O edifício comporta jardins com vegetação arbustiva no recuo frontal e significativa massa arbórea nos recuos lateral e de fundos. Apresenta influência neoclássica identificada nas fachadas pelo uso de elementos característicos como colunas na entrada do prédio encimada por entablamento ornamentado e terraço, escadaria de acesso centralizada, suave saliência do corpo central, porão elevado e platibanda balaustrada vedando a visualização do telhado.
Internamente o edifício é menos sóbrio no uso de ornamentação do que em seu exterior, como mostram os ornatos presentes nos forros, paredes e molduras de portas. Também é possível notar a presença de colunas jônicas e arcos como elementos divisórios de ambientes. É rica em detalhes a galeria que circunda os cômodos do pavimento superior, utilizando colunas e arcos sucessivos de tamanhos variados, causando um efeito plástico.

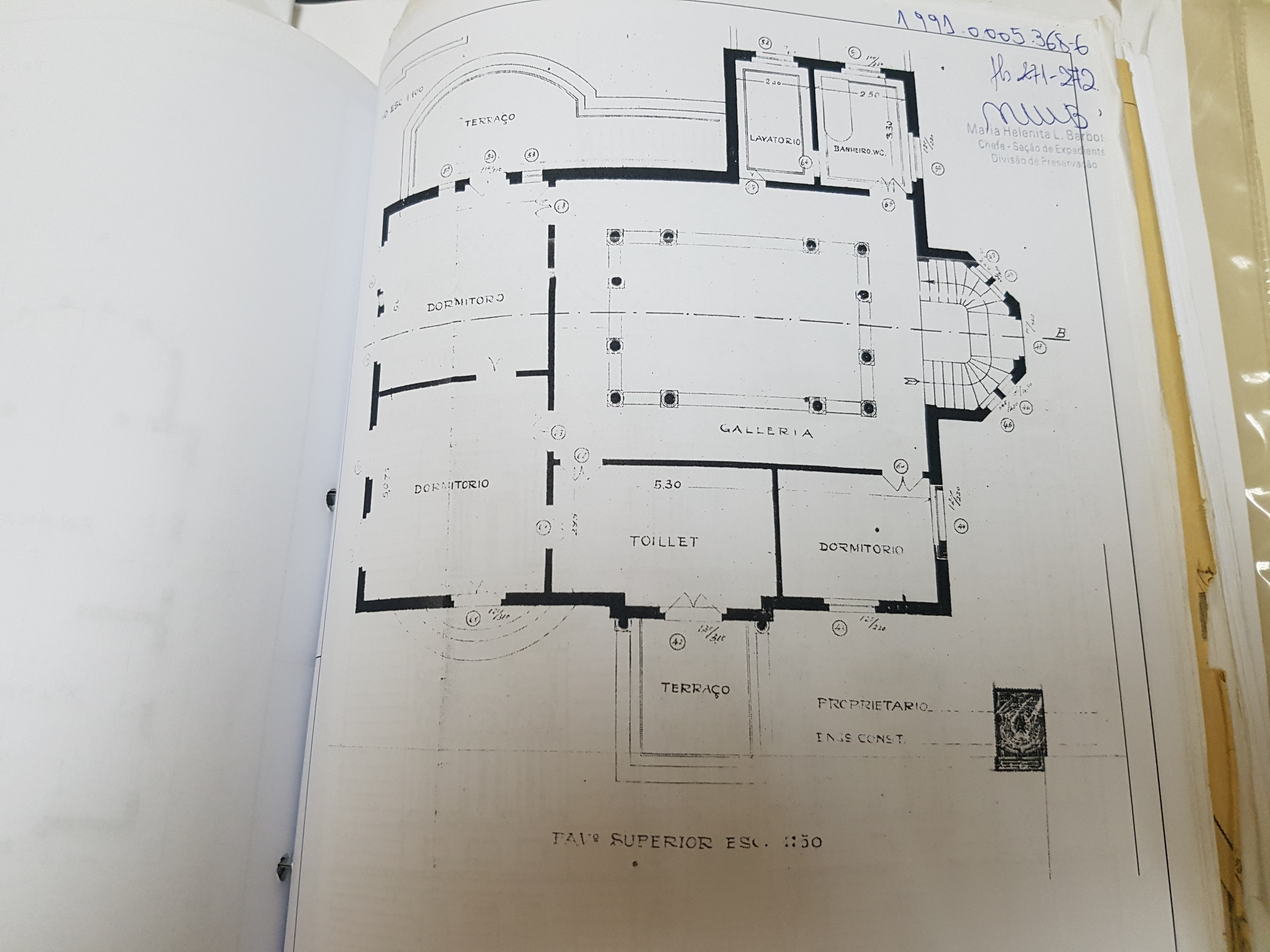
Projeto da planta do piso superior da residência

A casa possui dois andares, onde a distribuição dos cômodos é feita da seguinte maneira: no piso térreo, após o ingresso feito pelo portão a pessoa se depara com um vestíbulo. A direita está localizado um escritório e a esquerda uma sala de visitas com abertura para uma sala de jantar. Da sala de jantar é possível sair para o hall principal, que dá acesso ao piso superior ou para a copa. Da copa é possível chegar ao lavabo e ao banheiro, ou à despensa. Por fim, o andar inferior tem uma cozinha, com pouco mais de 16m² de área. Ao subir as escadas que levam ao piso superior, se encontra uma galeria repleta de quadros e suportada por doze pilastras. A direita da escadaria encontra-se um lavatório, com 6,6 m² de área e um banheiro com 8,25m². Seguindo em frente, se acessa um dos dormitórios, este possui um espaço externo – terraço, com visão para a parte de trás da casa. O dormitório também dá passagem ao dormitório vizinho, um pouco maior, e este possui um toillet, funcionando como se fosse uma suíte. Este toillet é a única maneira de acessar o terraço frontal do piso superior da casa. Por fim, a esquerda da escadaria se tem passagem para o último dormitório do imóvel, este é um pouco menor e não tem terraço, nem banheiro conjunto.

## Significado histórico e cultural
O imóvel da Rua Costa Aguiar foi tombado no mesmo processo de outros imóveis da Família Jafet, localizados na Rua Bom Pastor, número 730, 798, 801 e 825 e na rua Costa Aguiar 1013. Os imóveis de estilo eclético são grandes palacetes edificados no início do século XX, implantados em amplos lotes, com significativa vegetação e inclusive contam com algumas espécies em vegetais não nativas. Estes casarões conservam as características originais como: as ornamentações em massa das fachadas e interiores; o tratamento em ferro dos portões, portas, esquadrias, balcões e corrimãos, os vitrais, os pisos em mármore desenhados, as fontes, as colunas; refletindo as diversas influências recebidas da arquitetura europeia. Além de também estarem implantados em lotes de intensa vegetação, implicando em uma valorização ambiental.

### Tombamento

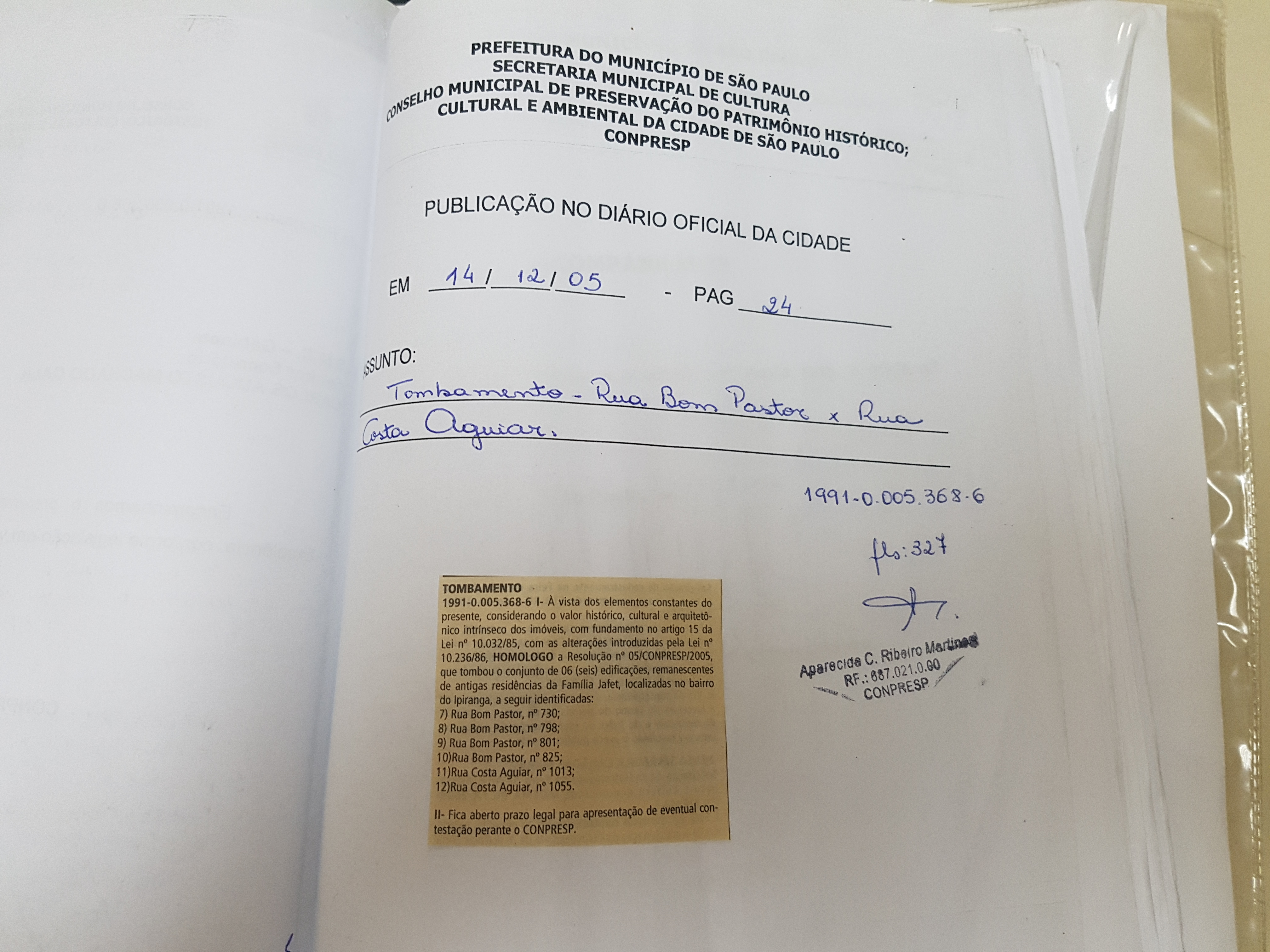
Processo de Tombamento aprovado e publicado no Diário Oficial da Cidade de São Paulo

Por decisão unânime dos Conselheiros presentes à reunião realizada em 21 de junho de 1991, o Conselho Municipal de Preservação do Patrimônio Histórico, Cultural e Ambiental da Cidade de São Paulo (Conpresp) abriu o processo de tombamento dos imóveis localizados na Rua Bom Pastor, número 730, 798, 801 e 825, na rua Costa Aguiar 1013 e 1055. O processo foi sugerido, anteriormente, em 26 abril de 1990, pela Associação Cultural Pró-Parque Modernista e a Sociedade de Preservação e Resgate de Paranapiacaba, entidades sem fins lucrativos que iniciaram o estudo para fins de tombamento dos imóveis acima citados.
No mesmo ano, o processo passou então pelas mãos de um pesquisador de assuntos culturais, do Departamento do Patrimônio Histórico de São Paulo e do Diretor da Divisão Técnica de Preservação do DPH. Em julho de 2005, por unanimidade, o conselho aprovou o processo de tombamento, que obteve o despacho acatado e publicado em dezembro do mesmo ano.
Na resolução de tombamento, o órgão responsável, Conpresp, considerou o valor arquitetônico, ambiental, histórico e paisagístico, formado pelas edificações presentes no bairro do Ipiranga, além de também ponderar acerca da importância da preservação da história de uma das pioneiras famílias de imigrantes libaneses na cidade de São Paulo e que trouxeram intenso progresso para o bairro e para o município. Por fim, o Conpresp considerou que os edifícios são, hoje, marco referencial para a cidade.

## Estado atual
A medida que os familiares ligados a Michel Assad foram morrendo, foi se tornando cada vez mais raro parentes que moram em imóveis grandiosos como este ligados à família Jafet e Assad. Algumas mansões chegaram a ser demolidas, mas, graças ao processo de tombamento histórico, a grande maioria resiste até os dias de hoje. Prestes a completar cem anos desde a criação, o palacete da rua Costa Aguiar, 1055, se apresenta bastante preservado, com condições bem satisfatórias – tanto interna, quanto externamente. A casa necessita apenas de uma boa pintura.

## Galeria

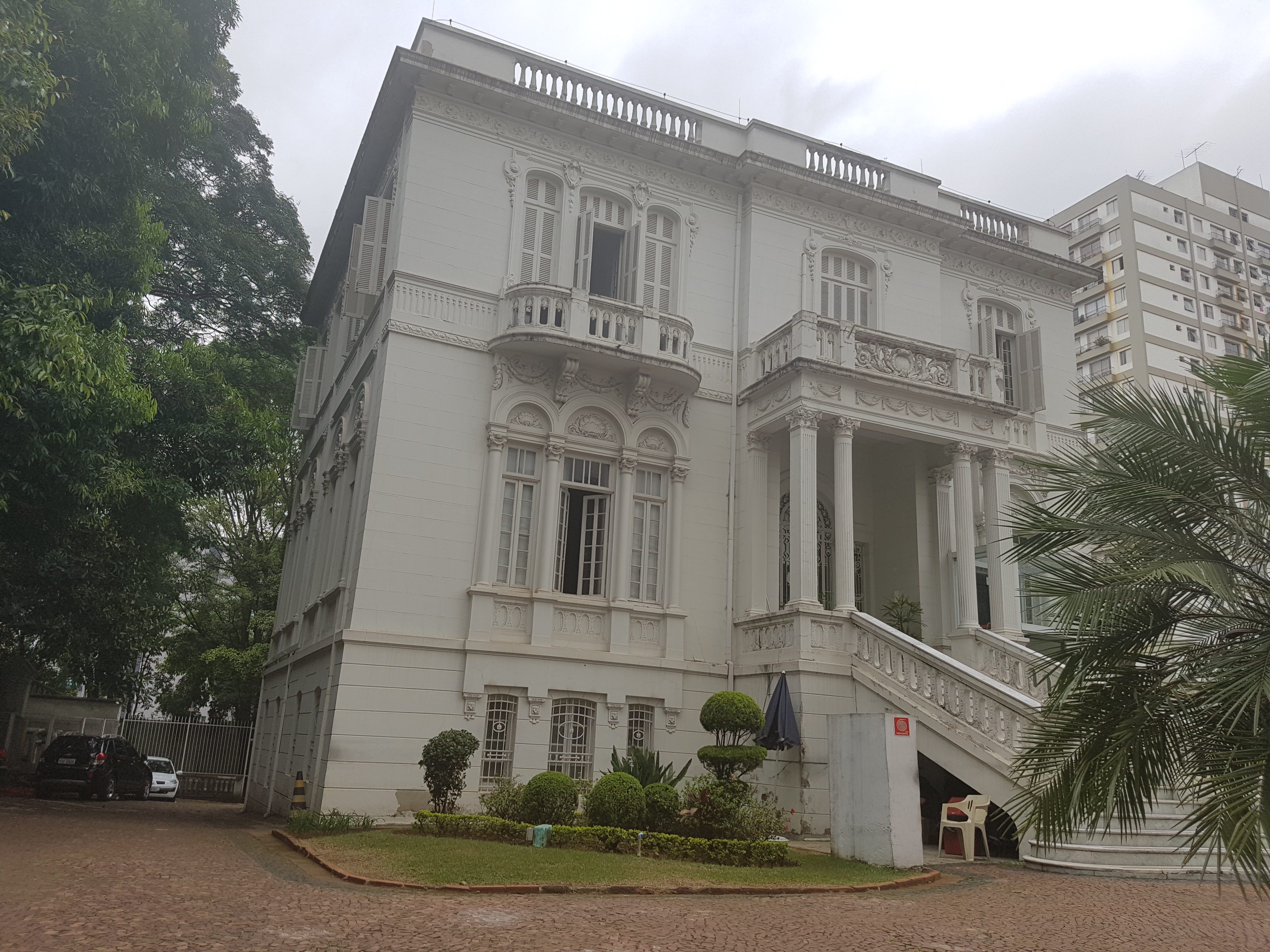
Parte frontal à esquerda da residência
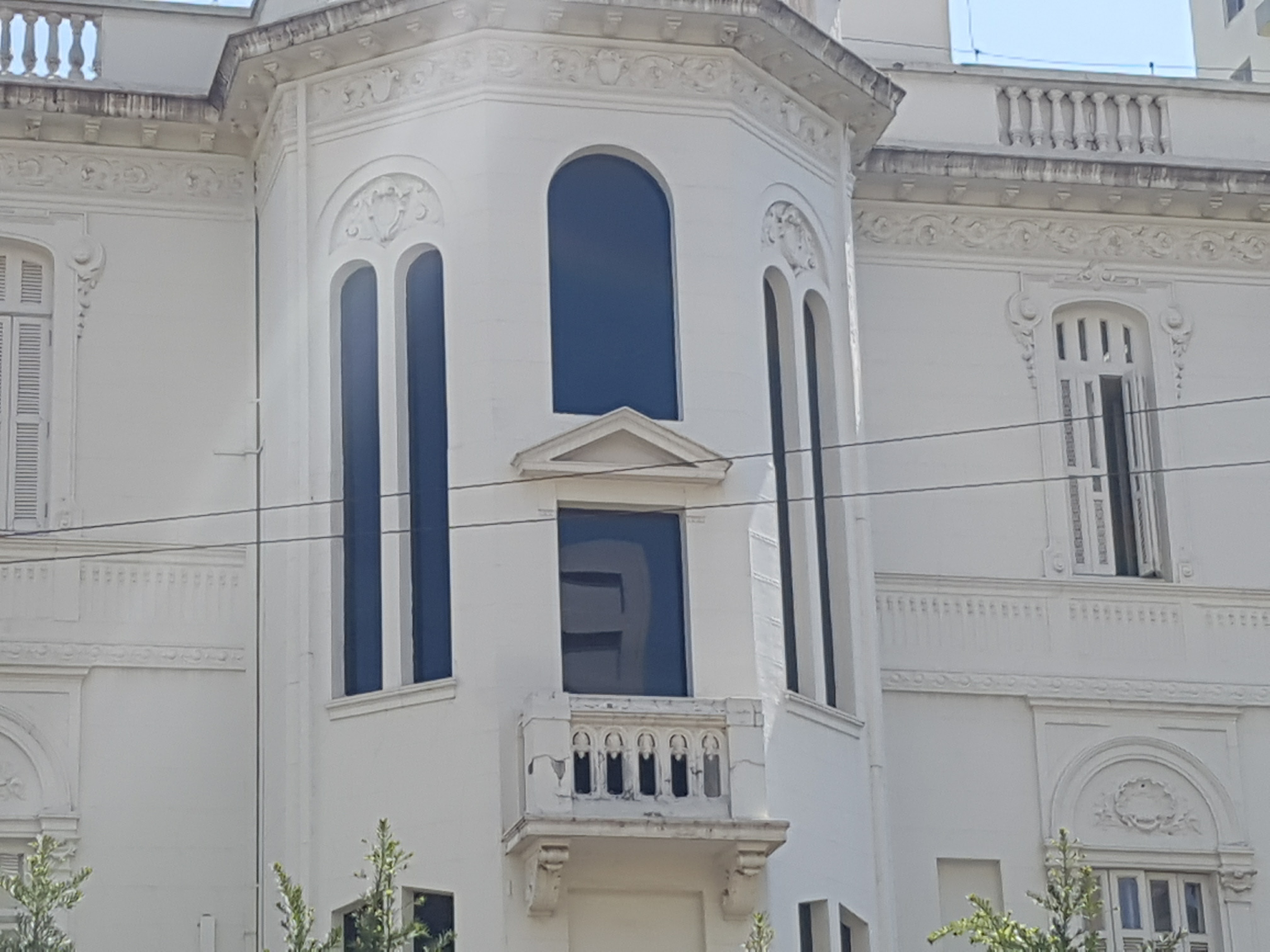
Janela do cômodo situado na parte superior à direita da residência
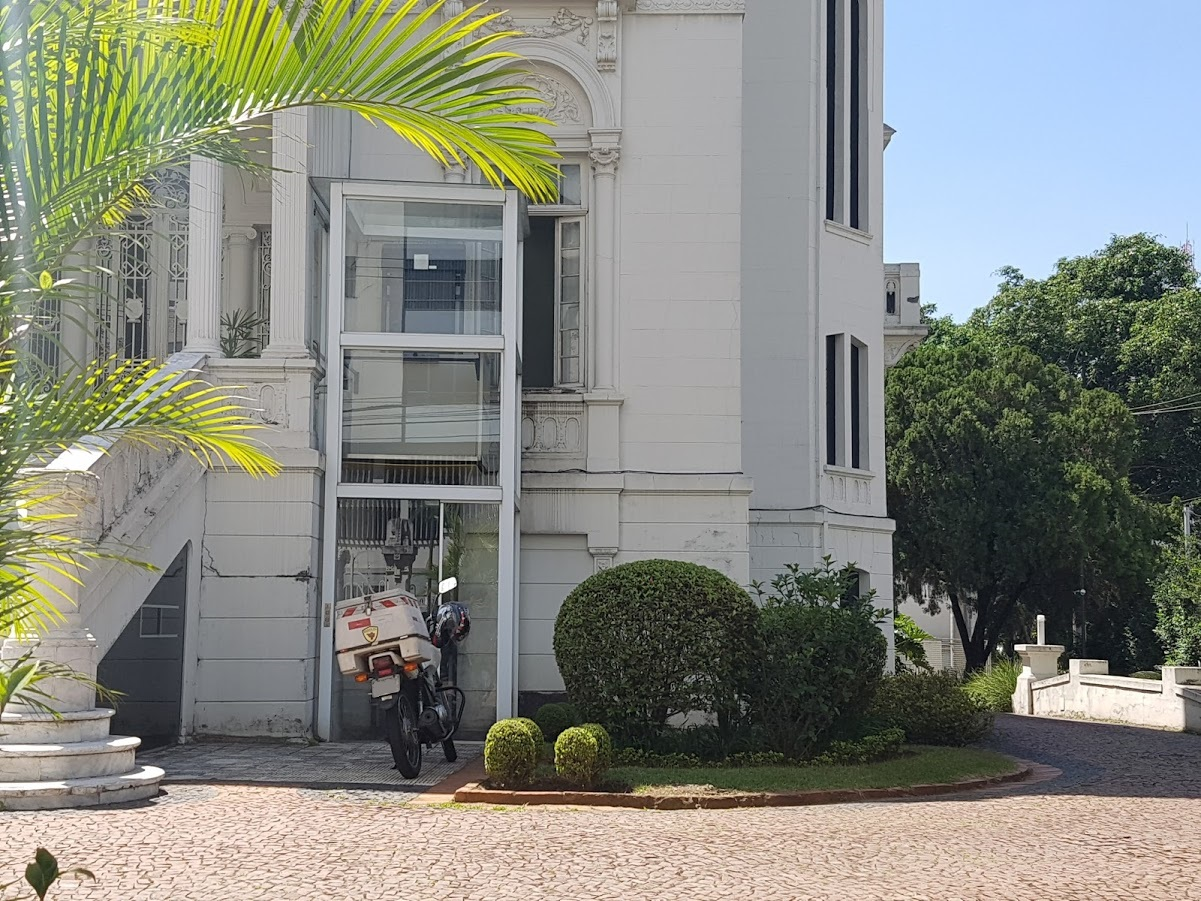
Parte frontal à direita, com destaque para o elevador acessível
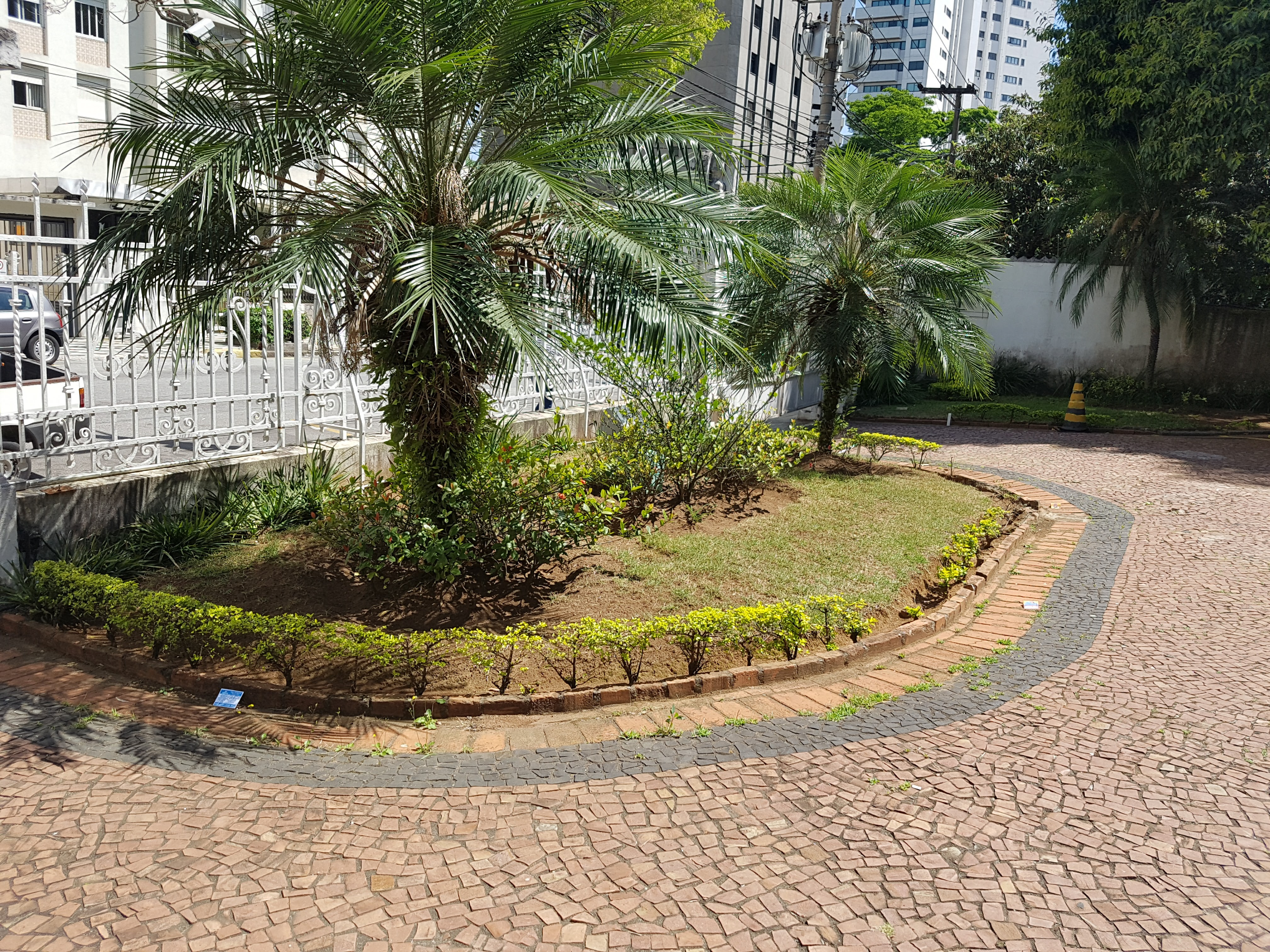
Jardim à esquerda da residência
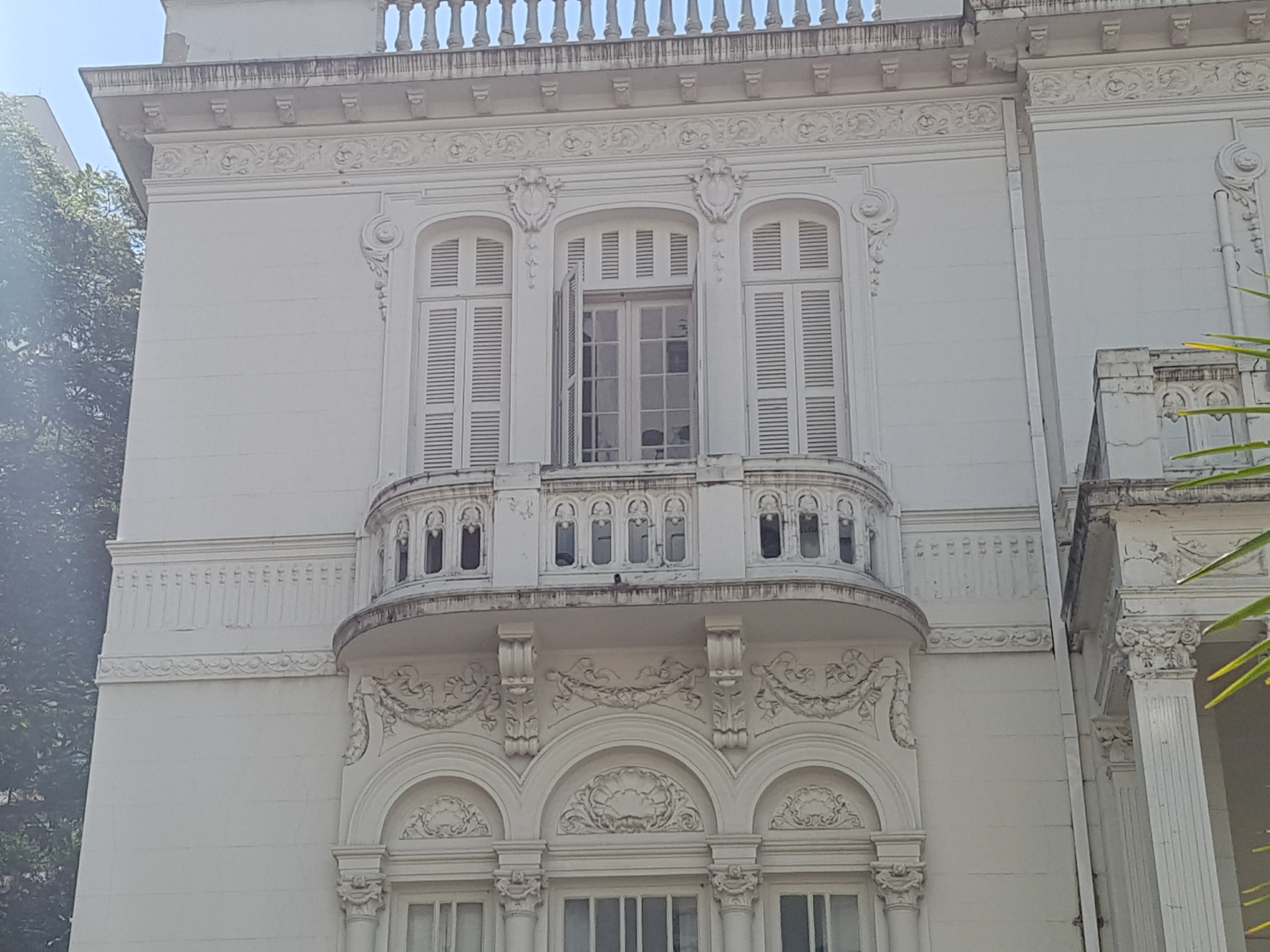
Janela de um dos quartos, localizado no cômodo superior à esquerda da residência
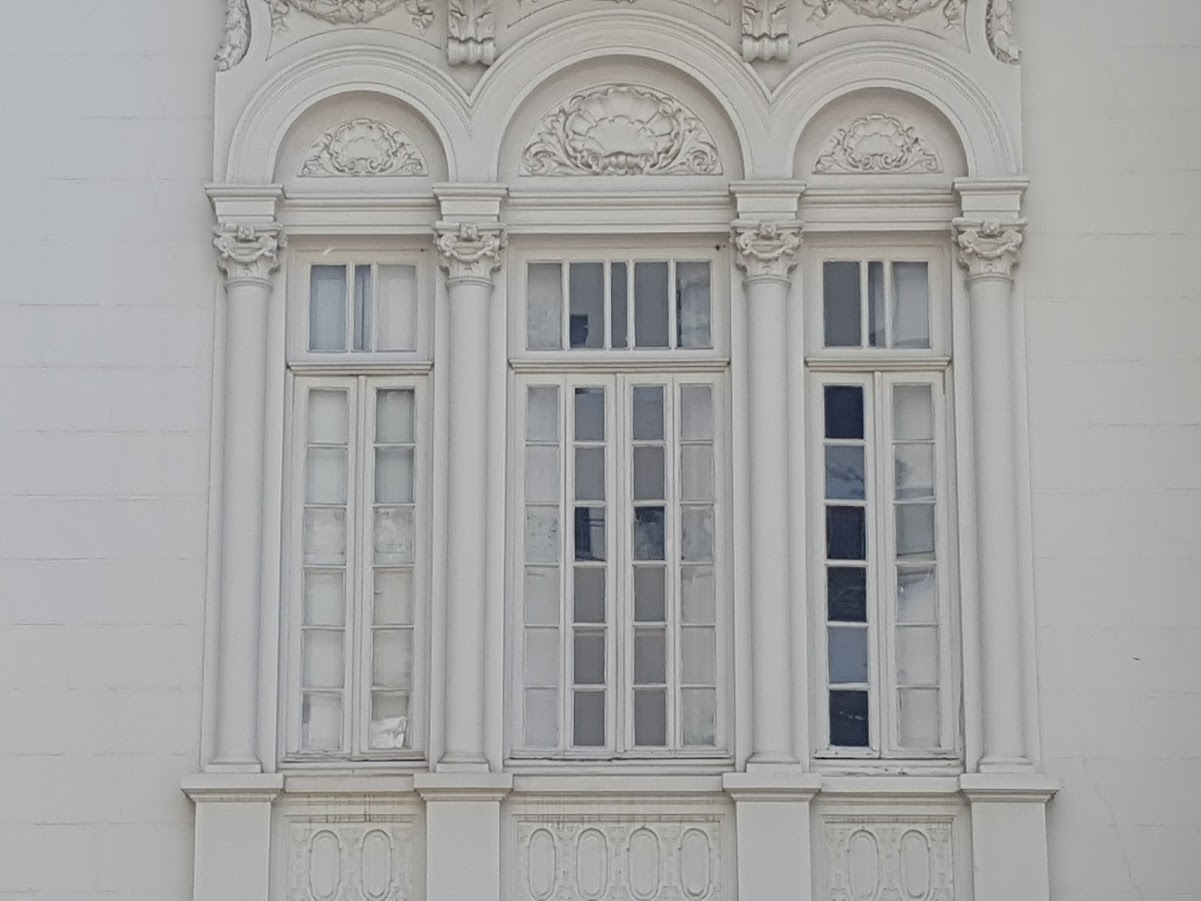
Janela do cômodo inferior à esquerda
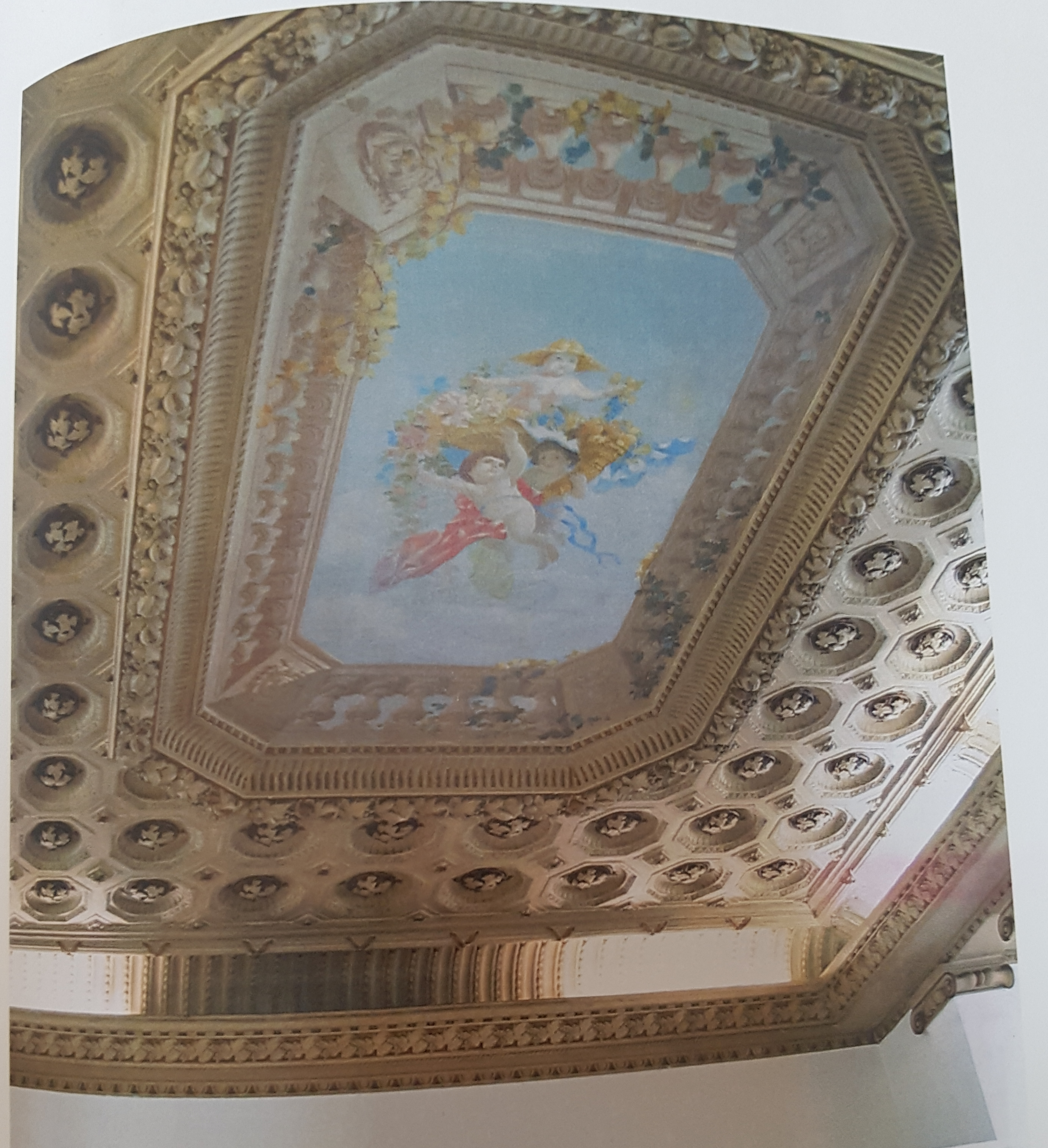
Teto do piso inferior da residência
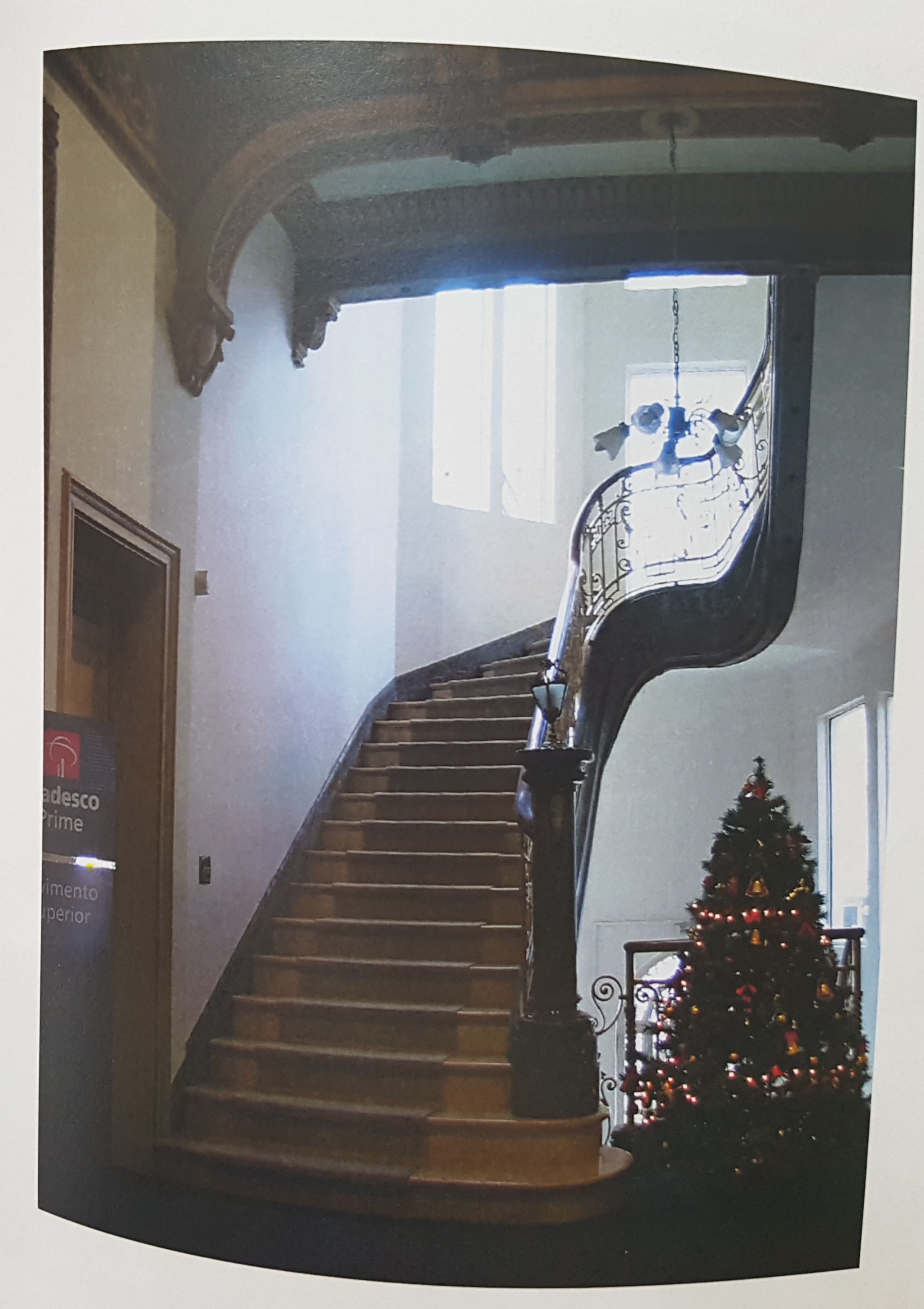
Escadaria interna da residência
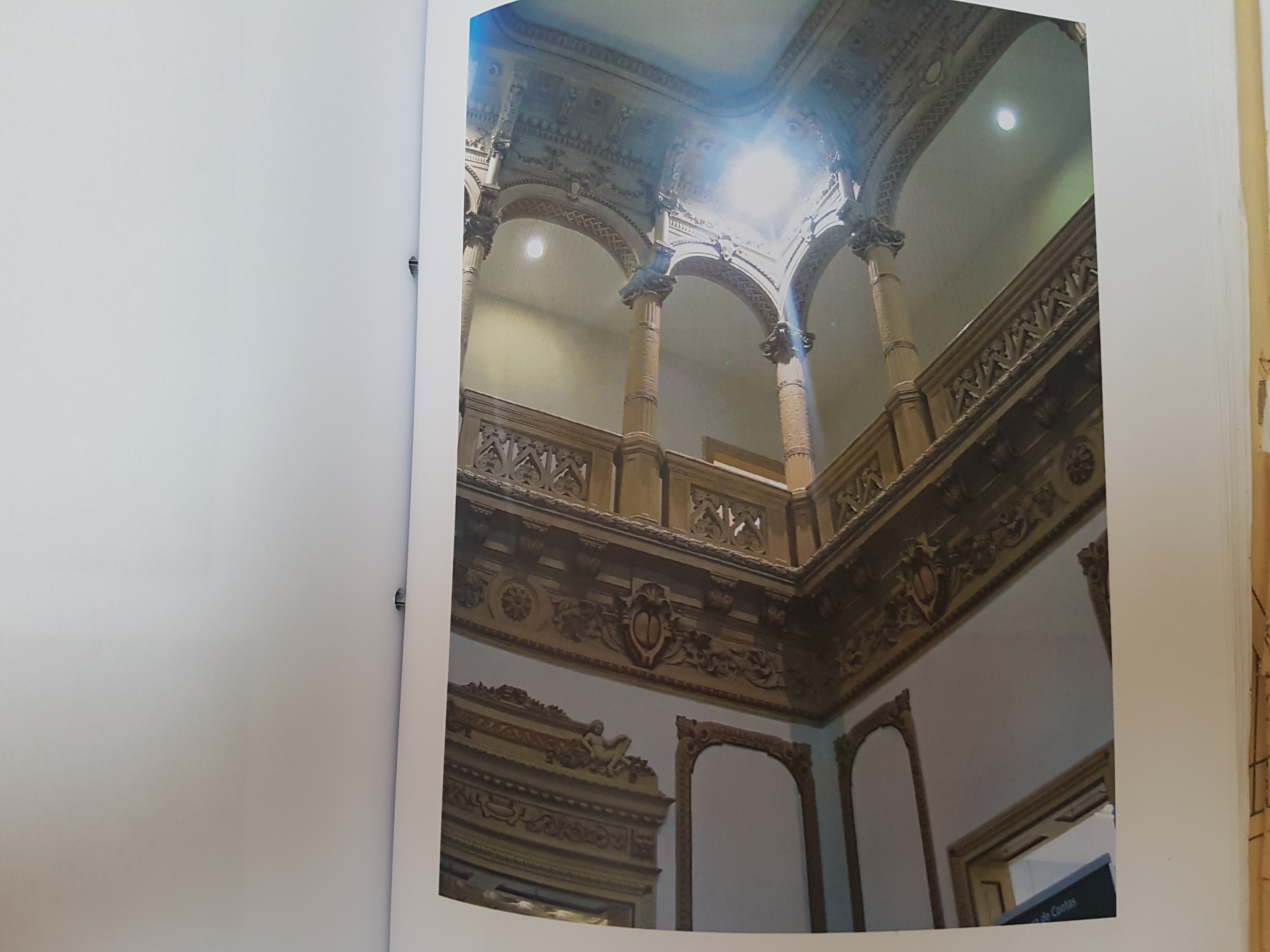
Detalhes das pilastras e corrimão, localizados no piso superior da mansão